# Rifugio 7º Alpini
Il rifugio 7º Alpini è un rifugio situato nel comune di Belluno, località Pis Pilon, nel Gruppo della Schiara, a 1.502 m s.l.m.
Il rifugio è punto di partenza per sentieri e vie ferrate, come la Via ferrata Zacchi, la Via ferrata Piero Rossi e la Via ferrata Sperti. È inoltre l'ultimo rifugio lungo l'Alta via n. 1 delle Dolomiti.

## Storia
Il rifugio è stato inaugurato nel 1951. Sull'inaugurazione Dino Buzzati, uno dei personaggi più illustri della città di Belluno, scrisse, da "inviato speciale" del "Corriere della Sera", un articolo: "Non parlava inutilmente il vecchio generale degli alpini "(25 settembre).

## Accessi
- da Belluno (disl. 934 m, h 3.00), Bolzano Bellunese, loc. Case Bortot (sentiero CAI numero 501)
- da Longarone (disl. 700 m, h 3.00), SS 51, loc. Faé, rotabile al Pian di Cajada, per F.lla Caneva (sentiero CAI numero 505)
- da Sedico (disl. 1.300m, h 5.30), SS 203, loc. La Stanga, per la Val de Piero (sentiero CAI numero 502)

## Ascensioni
- Cima del Monte Schiara (2565 m). tramite la Via ferrata Zacchi o la Via ferrata Piero Rossi e la Via ferrata Berti
- Cima del Monte Pelf tramite la Via ferrata Piero Rossi e il sentiero attrezzato Marino Guardiano
- Schiara per la via Direttissima che supera direttamente il "teston" sommitale (800 m, IV-V, 1 passo di VI- ed uno di A2, Gross e Hiebeler nel 1962)
- Schiara per il Gran Diedro, a destra della cima principale (800 m, V-VI e A2, Giorgio Garna, Gianni Gianeselli e Giovanni Viel nel 1961)
- Torrione Angoli per il Camino Arban (400 m, IV+, Taìt e Bristot nel 1943), per il pilastro sud (400 m, IV, V e V+, dall'Asta e Rossi nel 1948), per la diretta (400 m, V e 1 pp. VI e A2, Gross e Hiebeler nel 1962)
- Le Torri (diversi itinerari)
- Croda Severino Lussato per la parete Ovest (500 m, IV-V e passi di V+, da Rold e Valt nel 1961)
- Croda del Settimo per la Gola Ovest (450 m, IV-V, Rossi e Costantini nel 1951)
- Croda del Settimo per la via Adelchi attraverso lo spigolo sud-ovest (450 m, VI e A2, Bee solo nel 1978)
- Croda del Settimo per la via Federica sulla parete ovest (450 m, VI e A2, Riccardo e Gianni Bee nel 1978)
- Croda del Settimo per la via Aldo Parizzi attraverso il "Gran Portale", vincendo direttamente il grande tetto della parete ovest (450 m, V-VI, A2 e A3)
- Campanile Alvise Andrich per la via Cusinato-Comunello del '52 (250 m, IV e V) o per la Diretta Cusinato-Rotelli (stesso anno, 200 m, V e VI-)
- Torre Comunello per la parete sud (250 m, V e VI, Sorgato, De Pian e De Moliner nel 1957) o per la Via degli Amici (V e A2, Gianeselli, Arboit, Foggiato, Dorotei, Conti, Sovilla nel '77)
- Prima Pala Balcòn o Pala Belluna per lo Spigolo (300 m, IV e V, Caldart e Arban nel '51), per la Via Livanos (300 m, V, A2 e A3), per la via Bee-Dorotei(300 m, V e VI)
- Seconda Pala Balcòn per lo Spigolo Rossi-Cusinato (250 m, III e IV), lo Spigolo Sorgato (250 m, V+, Caladart e Sorgato nel 1956)
- Terza Pala del Balcòn per la Via Goedeke-Herbst (200 m, IV e V, Goedeke Herbst ed Eva Schuster nel 1967), per la Via Goedecke alla parete est dell'antecima (220 m, III e IV)
- Quarta Pala del Balcòn per la via Sitta-Fistarol (350 m, V e VI)
- Quinta Pala o Pala Attilio Tissi per la via Goedeke(550 m, V e V+, Goedeke e co. nel 1968), per la Miotto-Bee-Gava di sinistra (550 m, V e VI), per lo sperone sud-est (550 m, V e VI, Miotto Bee e Gava nel 1978), per la via Sofia (550 m, VI e VII-, Manildo e Pozza nel 1989)

## Traversate
La cresta delle Pale del Balcon è accessibile tramite la Via ferrata Sperti, su cui è posto il bivacco Sperti, punto d'appoggio per le ascensioni alle Pale del Bancon.
Dalla forcella della Gusela si può scendere al Rifugio Bianchet e dalla forcella Marmol si può raggiungere la Capanna Dal Mas.